# パラッツォーロ・ヴェルチェッレーゼ
パラッツォーロ・ヴェルチェッレーゼ（伊: Palazzolo Vercellese）は、イタリア共和国ピエモンテ州ヴェルチェッリ県にある、人口約1,100人の基礎自治体（コムーネ）。

## 地理

### 位置・広がり
| 隣接するコムーネは以下の通り。括弧内のALはアレッサンドリア県 所属を示す。 - カミーノ (AL) - フォンタネット・ポー - ガビアーノ (AL) - トリーノ |